# Conservadurismo libertario
El conservadurismo libertario es un término usado para referirse a la ideología política que combina la política económica libertaria con la política social
conservadora. No es cuerpo ideológico sistematizado, por lo que no existe una definición demasiado específica de qué medidas en concreto implican un «conservadurismo libertario»; históricamente, los conservadores libertarios, más que pensadores políticos rigurosos, suelen surgir como propagandistas o candidatos políticos en un contexto electoral para captar un mayor número de votantes para el Partido Republicano de los Estados Unidos. Aquellos que sostienen algún tipo de conservadurismo libertario abogan por la libertad económica y la menor regulación posible de la economía por parte del gobierno, lo que los acerca a la ideología económica del laissez faire, pero unen esto a una creencia en alguna filosofía social tradicionalista y conservadora que enfatice en los valores morales de autoridad y deber hacia alguna comunidad esencialista.
Es una ideología política basada en el libertarismo y el conservadurismo: busca maximizar la libertad individual y limitar la intervención gubernamental para crear una sociedad próspera y autosuficiente. Las propuestas de conservadurismo libertario frecuentemente rechazan algunas libertades civiles o el liberalismo social propio del liberalismo clásico y el libertarismo, así como del progresismo moderno. 
Tanto los libertarios como los conservadores abogan por la libertad individual, el gobierno limitado y los mercados libres. Aquellos que se denominan conservadores libertarios no coinciden entre ellos sobre lo que implica ser partidario del «conservadurismo libertario», aunque un punto en común en muchos casos sea el de afirmar la necesidad de tener unos «valores compartidos» comunitarios —de los cuales no existe un consenso sobre su identidad— para garantizar un orden social. Anthony Gregory ha escrito que el conservadurismo libertario «puede referirse a cualquier número de orientaciones políticas variables y en ocasiones mutuamente excluyentes».

## Intentos de definición del término
Para Larry Johnston, en ciencia política, el término «conservadurismo libertario» se usa para referirse a las ideologías que combinan la defensa de principios económicos como la disciplina fiscal, el respeto por los contratos, la defensa de la propiedad privada y los mercados libres y el tradicional énfasis conservador en el desarrollo personal y la libertad de elección bajo un laissez-faire y una sociedad capitalista económicamente liberal con principios sociales tales como la importancia de la religión y el valor de la moral convencional a través de un marco de gobierno constitucional limitado y representativo.
Para Margaret Randall, el conservadurismo libertario comenzó como una expresión del individualismo y la demanda de libertad personal.
Libertad y virtud: el debate conservador / libertario, editado por George W. Carey, contiene ensayos que describen «la tensión entre libertad y moralidad» como «la principal línea de falla que divide las dos filosofías», que marchan por separado. Para la libertaria Cathy Young los conservadores sostienen que los valores compartidos, la moral, las normas y las tradiciones son necesarias para el orden social. Según Young los libertarios que quieren a la vez derechos individuales pero preservando los valores culturales se hacen llamar libertarios conservadores.
El conservador Nelson Hultberg escribió que existe un «terreno común filosófico» entre los libertarios y los conservadores norteamericanos. «El verdadero movimiento conservador estadounidense fue, desde el principio, una mezcla de libertarismo político, conservadurismo cultural y no intervencionismo en el extranjero que nos fue legado a través de los padres fundadores». Dijo que tal conservadurismo libertario fue «secuestrado» por el neoconservadurismo, «por los mismos enemigos contra los que fue creado para combatir: los fabianos, los New Dealers, los estado-bienestaristas, los progresistas, los globalistas, los intervencionistas, los militaristas, los constructores de naciones (Estados extranjeros intervenidos) y todo el resto de la gente colectivista que estaba trabajando asiduamente para destruir la república de estados de nuestros fundadores».
El libertario Thomas DiLorenzo escribió que los conservadores libertarios de tipo constitucionalista creen que la manera de limitar el gobierno es hacer cumplir la Constitución de los Estados Unidos. Sin embargo, DiLorenzo los criticó escribiendo: «La falla fatal en el pensamiento de los constitucionalistas libertarios / conservadores se debe a su desconocimiento o ignorancia voluntaria de cómo los propios fundadores creían que la Constitución podía ser aplicada: por los ciudadanos de los Estados libres, independientes y soberanos, no por el poder judicial federal». Escribió que los poderes de los gobiernos federales durante la guerra civil estadounidense derrocaron la Constitución de 1787.

## Características
El conservadurismo libertario es una ideología política que combina políticas conservadoras con filosofías libertarias. Sus defensores creen en una intervención mínima del gobierno tanto en asuntos económicos como personales, enfatizando el capitalismo de libre mercado, la libertad individual y un gobierno limitado. Esta ideología tiene sus raíces en el liberalismo clásico y la tradición conservadora estadounidense, con influencias del libertarismo y el conservadurismo moderno.
La historia del conservadurismo libertario se remonta a la era de la Ilustración, donde se establecieron por primera vez los principios de la libertad individual y el gobierno limitado. Estos principios fueron posteriormente adoptados por los liberales clásicos en el siglo XIX, quienes abogaban por los mercados libres y una intervención estatal mínima. Sin embargo, el término «conservadurismo libertario» no se utilizó ampliamente hasta el siglo XX, especialmente durante el movimiento conservador estadounidense en las décadas de 1950 y 1960.
Durante este período, muchos conservadores en Estados Unidos comenzaron a adoptar puntos de vista libertarios sobre cuestiones económicas, abogando por impuestos más bajos, menos gasto gubernamental y desregulación. Esto llevó a la aparición de una nueva ideología política conocida como conservadurismo libertario, que combinaba el énfasis conservador en la tradición y el orden social con el compromiso libertario con la libertad individual y los mercados libres.
En los siglos XX y XXI, el conservadurismo libertario ganó mayor prominencia a través de las obras de teóricos políticos y economistas como Milton Friedman y Friedrich Hayek. Sus escritos han influido enormemente en la ideología, especialmente en su apoyo al capitalismo de libre mercado y su escepticismo hacia la intervención gubernamental.
Mientras que el conservadurismo libertario se asocia comúnmente con los Estados Unidos, también ha influido en las ideologías políticas de otros países. Por ejemplo, en el Reino Unido, el Partido Conservador a menudo ha adoptado posiciones conservadoras libertarias, especialmente bajo el liderazgo de Margaret Thatcher en la década de 1980.
En conclusión, el conservadurismo libertario es una ideología política que combina el énfasis conservador en la tradición y el orden social con el compromiso libertario hacia la libertad individual y los mercados libres. Su historia se remonta a la era de la Ilustración, pero ha ganado mayor prominencia en los siglos XX y XXI, especialmente en Estados Unidos y Reino Unido.

## Presencia dentro del Partido Republicano de los EE.UU.
En la década de 1950, Frank Meyer, un destacado colaborador de National Review, llamó a su propia combinación de libertarismo y conservadurismo como «fusionismo». El fusionismo fue una característica importante para el equilibrio de algunas alianzas entre libertarios y conservadores de diversos orígenes dentro del Partido Republicano, manteniendo así un punto de flexibilidad ideológica. Meyer abogaba por una alianza anticomunista para asumir los retos de la Guerra Fría y lo que él creyó era el declive de la sociedad civil.
En 1975 Ronald Reagan, quien sería luego presidente de Estados Unidos, declaró: «Creo que el corazón y el alma del conservadurismo es el libertarismo». Sin embargo, parte importante del movimiento libertario criticó a Reagan por posiciones políticas no libertarias. Murray N. Rothbard identificaba a los «fusionistas» como «libertarios fallidos».
En la década de 1990, el libertario Lew Rockwell describió sus nuevos puntos de vista como paleolibertarismo en el contexto de la preparación para las elecciones primarias del Partido Republicano de 1992 en que pensaba apoyar con su propio grupo militante al conservador antiguerra Pat Buchanan, y Murray Rothbard dio su apoyo a la propuesta. Para ganar simpatizantes Republicanos intentaron combinar la oposición libertaria a «todas las formas de intervención gubernamental: económica, cultural, social, internacional» con un conservadurismo cultural no-político y una crítica mordaz a los libertarios que rechazaron esta propuesta. El objetivo era que las ideas libertarias no disgustaran al perfil de militante conservador que querían atraer, pero la estrategia no tuvo éxito y se ganó el rechazo tanto de conservadores como de libertarios. Rockwell se retractó de este camino a finales de la misma década y abandonó esa autodescripción pues no quiso ser asociado con el paleoconservadurismo y rechazó la idea de que para ser un mejor libertario sea necesario el conservadurismo cultural.
El excongresista Ron Paul, los senadores Rand Paul y Mike Lee y el representante Thomas Massie han sido descritos como una combinación de ideas constitucionalistas libertarias y conservadoras de «gobierno pequeño»—en el contexto norteamericano, los «conservadores constitucionalistas» son «conservadores» en el sentido de que quieren «conservar la Constitución»— y muestran cómo la Constitución defiende al individuo y muchos puntos de vista libertarios.